# Tibetanische Sprachen

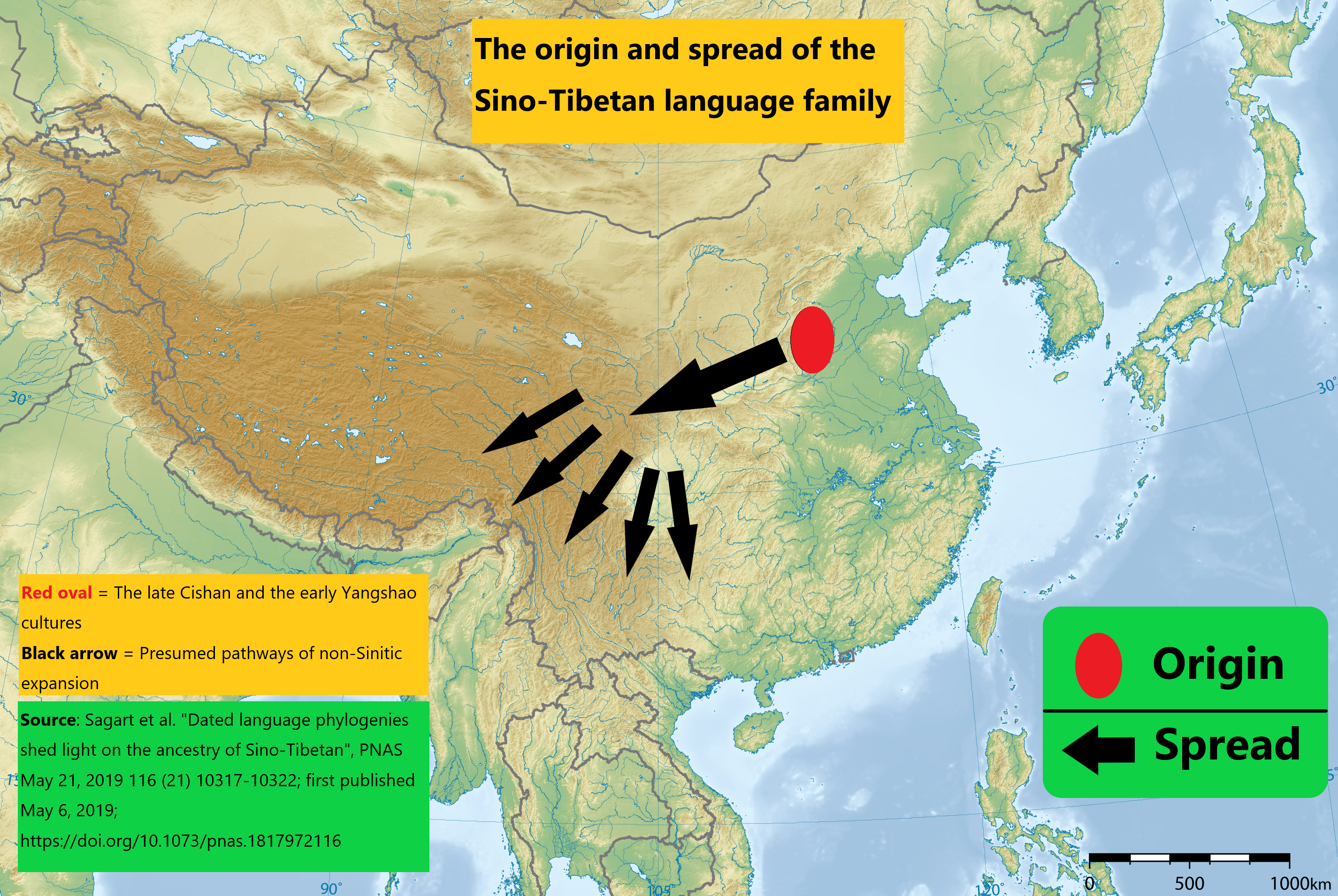
Ursprung und Verbreitung der sinotibetischen Sprachen. Rotes Oval ist die späte Cishan- und die frühe Yangshao-Kultur. Der schwarze Pfeil steht für den vermuteten Pfad der nicht-sinitischen Expansion. Nachdem die linguistisch vergleichende Methode auf die von Laurent Sagart im Jahr 2019 entwickelte Datenbank mit vergleichenden linguistischen Daten angewendet wurde, um Lautkorrespondenzen zu identifizieren und Kognaten zu ermitteln, werden phylogenetische Methoden verwendet, um Beziehungen zwischen diesen Sprachen abzuleiten und das Alter ihrer Herkunft und ihres Heimatlandes zu schätzen.

Die tibetanischen Sprachen (kurz Tibetanisch) bilden eine Untereinheit der bodischen Sprachen, die zu den tibetobirmanischen Sprachen gehören, einem Primärzweig des Sinotibetischen. Die etwa 50 tibetanischen Sprachen werden von über 8 Millionen Menschen im Himalayagebiet, vor allem in Tibet, Nord-Indien, Nepal und Bhutan gesprochen. Die größte Einzelsprache ist das Zentral-Tibetische, das von etwa 6 Millionen Tibetern in den Städten Lhasa, Shigatse und Ngari gesprochen wird.

## Zur Bezeichnung
Die Bezeichnung „tibetanische Sprachen“ wird hier in einer umfassenderen Bedeutung als die Bezeichnung „tibetische Sprachen“ verwendet. Letztere umfasst nur das klassische Tibetisch und seine modernen Varianten, aber nicht etwas entfernter verwandte Sprachen wie z. B. Dzongkha, Bumthang oder Lhokpu. In der deutschsprachigen Literatur gibt es dazu keine einheitliche Begriffsbildung. Statt „tibetanisch“ wird manchmal auch „bodisch“ verwendet, das aber in der Regel – so auch hier – für die umfassendere Einheit benutzt wird, die außer den tibetanischen noch die Tamang-Ghale-Sprachen, Tshangla, Takpa und Dhimal-Toto umfasst (siehe Bodische Sprachen). In der englischsprachigen Fachliteratur wird „Tibetan“ für „tibetisch“, „Bodish“ für „tibetanisch“ und „Bodic“ für „bodisch“ verwendet.

## Tibetanisch innerhalb des Sinotibetischen
- Sinotibetisch
  - Tibetobirmanisch
    - Bodisch
      - Tibetanisch

## Klassifikation und Sprecherzahlen
- Tibetanisch (Tibetisch i. w. S.)
  - Tibetisch
    - Alttibetisch †
    - Klassisches Tibetisch †
    - Nordost
      - Amdo (800 Tsd.)   Dialekte: Brogpa, Rongpa, Rtahu, Golog

    - Ost
      - Khams (1,5 Mio.)   Dialekte: Ost, West, Süd, Nord; Hbrugcgu, Jone = Choni = Cone

    - Zentral
      - Tibetisch (Zentral-Tibetisch) (2 Mio.)   Dialekte: Lhasa = Ü = dBus, Shigatse = Tsang, Ngari
      - Nyarong (Atuentse)
      - Sherpa (Solukhumbu Sherpa) (60 Tsd.)
      - Helambu Sherpa (10 Tsd.)
      - Lopa (Loba, 'Lo, Mustang) (25 Tsd.)   Dialekte: Loke, Lome, Seke
      - Dolpo (10 Tsd.)
      - Halung (Wallung, Olangchung) (10 Tsd.)
      - Lakha (8 Tsd.)
      - Lhomi (Shingsaba) (6 Tsd.)
      - Jirel (5 Tsd.)
      - Mugu (4 Tsd.)
      - Sonstige: Tichurong (1.500), Kyerong (1.000), Baragaunle (2.000), Nupri (Larkya Bhote) (3.000), Tsum (3.000), Khaccad Bhote, Langthang Bhote, Kagate (1.000), Limirong (Humla) (3.000), Karmarong (2.000), Jad (2.000), Brokkat (300)

    - West-Innovativ
      - Zangskari (Zanskari) (10 Tsd.)
      - Changthang Ladakhi
      - Spiti (Biti) (50 Tsd.)
      - Lahuli Bhoti (5 Tsd.)
      - Kinnauri Bhoti (Nyamskad) (6 Tsd.)
      - Sonstige: Uttarakhand Bhoti, Gadhval Bhoti, Tholing Bhoti, Stod Bhoti

    - West-Archaisch
      - Ladakhi (100 Tsd.)   Dialekte: Leh, Shamskat
      - Balti (340 Tsd.)
      - Purik (130 Tsd.)

  - Süd-Tibetisch
    - Dzongkha (Drukha, Bhutanesisch) (160 Tsd.)   Dialekte: Wang-The, Ha, Pasakha; Laya, Lunana, Lingzhi, Adap
    - Dränjoke (Sikkim Bhoti, Sikkimesisch, Dandzongka, Denjong, Denzong, Lachengpa) (30 Tsd.)
    - Cho-ca-nga-ca-kha (20 Tsd.)   Dialekte: Tsamangpai, Tsakalingpai, Kurmetpai
    - Jumowa (Dromowa, Groma, Chumbi) (15 Tsd.)

  - Ost-Tibetisch
    - Bumthang (30 Tsd.)   Dialekte: Ura, Tang, Chogor, Chunmat; Nupbikha
    - Kheng (40 Tsd.)
    - Kurtöp (10 Tsd.)
    - Nyenkha (Henkha) (10 Tsd.)
    - Dzala (Khoma) (15 Tsd.)
    - Chali (1.000)
    - Dakpa (1.000)
    - Olekha (Ole Mönpa, Black Mountain Language) (500)

  - Lhokpu (Lhobikha) (2.500)   Dialekte: Gongki, Sharmi
  - Gongduk (2.000) (Zuordnung unsicher)

### Tibetisch
- Scott DeLancey: Classical Tibetan. In: Thurgood – LaPolla 2003
- Scott DeLancey: Lhasa Tibetan. In: Thurgood – LaPolla 2003
- Claus Oetke: On the Notion of Sentence in Classical Tibetan. In: Saxena 2004
- Isao Honda: Grammaticalisation of Deictic Motion Verbs in Seke. In: Saxena 2004

### Tibetobirmanisch
- Christopher I. Beckwith (Hrsg.): Medieval Tibeto-Burman Languages. Brill, Leiden u. a. 2002, ISBN 90-04-12424-1.
- Paul K. Benedict: Sino-Tibetan. A Conspectus. University Press, Cambridge 1972, ISBN 0-521-08175-0.
- Scott DeLancey: Sino-Tibetan Languages. In: Bernard Comrie (Hrsg.): The World's Major Languages. Oxford University Press, New York 1990, ISBN 0-19-520521-9.
- Austin Hale: Research on Tibeto-Burman Languages. Mouton, Berlin u. a. 1982, ISBN 90-279-3379-0.
- James A. Matisoff: Handbook of Proto-Tibeto-Burman. University of California Press, Berkeley u. a. 2003, ISBN 0-520-09843-9.
- Anju Saxena (Hrsg.): Himalayan Languages. Mouton de Gruyter, Berlin u. a. 2004, ISBN 3-11-017841-9.
- Graham Thurgood, Randy J. LaPolla: The Sino-Tibetan Languages. Routledge, London u. a. 2003, ISBN 0-7007-1129-5.
- George van Driem: Languages of the Himalayas. Brill, Leiden u. a. 2001, ISBN 90-04-10390-2.